# Centime
Centime è la frazione di valuta in diverse nazioni francofone (tra cui la Svizzera e in passato la Francia), dove vale 1/100 di Franco.
In Francia la moneta da 5 centime era chiamata sou. Il termine centime è ancora frequentemente usato per indicare la moneta da 1/100 di Euro, che è ufficialmente denominata come Euro-cent.

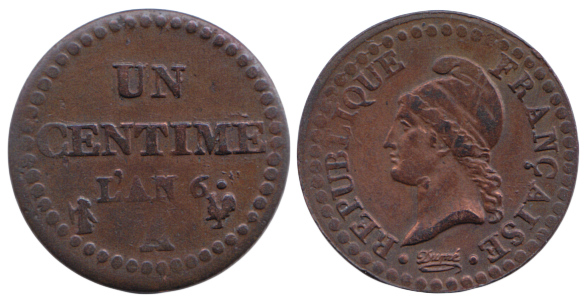
1 centime 1797-1798 (L'AN 6), Francia, rame.
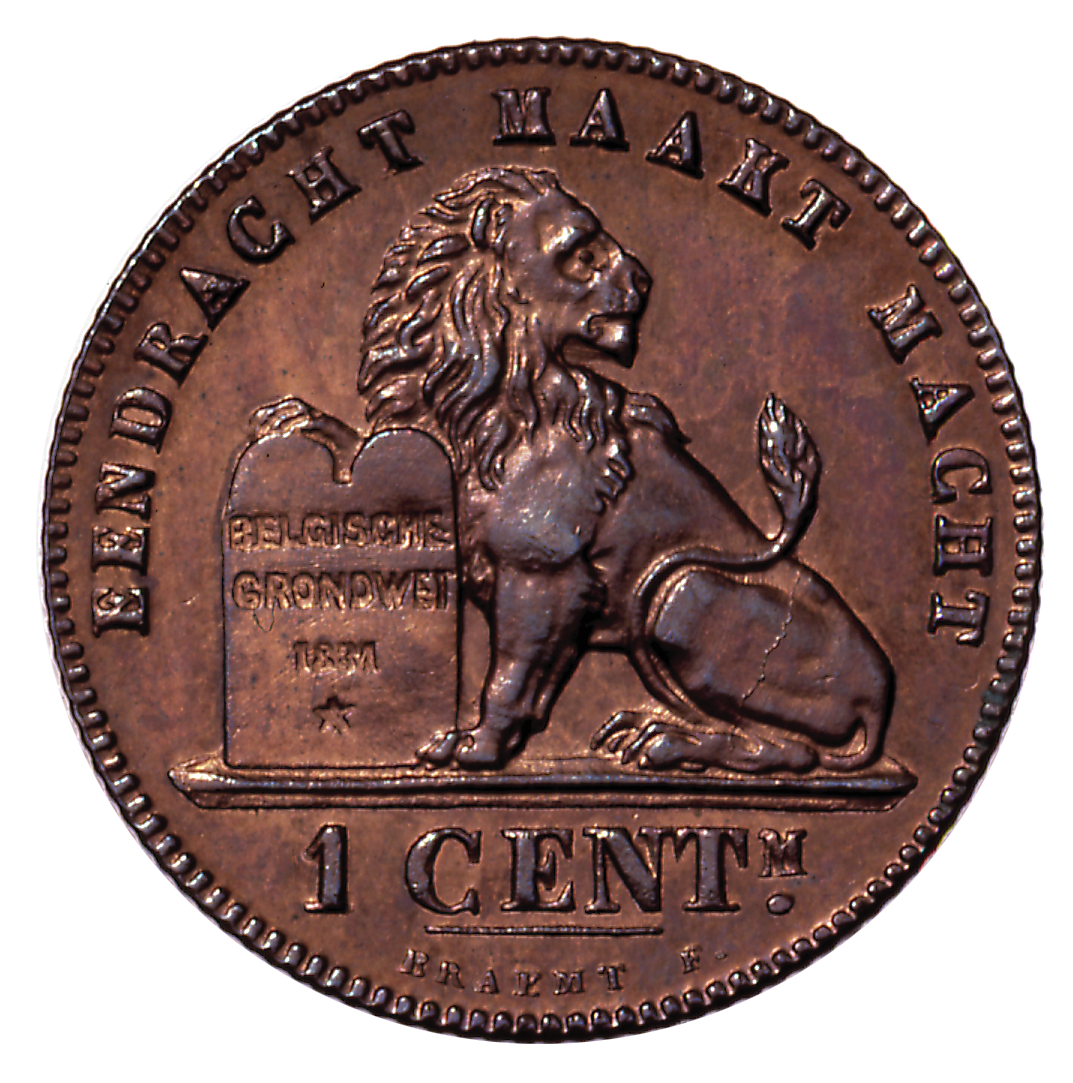
1 centime 1887, Belgio, rame.
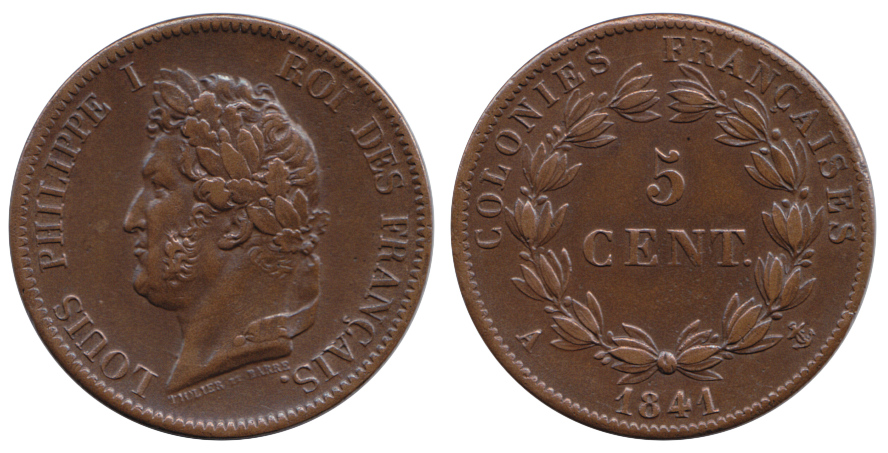
5 centime 1841, colonie francesi, bronzo.